# Бах, Памела
Паме́ла Бах (англ. Pamela Bach), урождённая — Вайссенба́х (англ. Weissenbach; 16 октября 1963, Талса — 5 марта 2025, Лос-Анджелес, Калифорния) — американская актриса

, кинопродюсер и фотомодель.

## Ранние годы
Памела Вайссенбах родилась 16 октября 1963 года в Талсе, штат Оклахома, США, став второй из трёх дочерей в семье немцев. В подростковом возрасте она работала моделью, как и её мать. Она училась в Восточно-центральной средней школе Талсы, изучала инженерное дело и театральное искусство в Колледже A&M Северо-Восточной Оклахомы. В 1985 году она переехала в Лос-Анджелес.

## Карьера
В 1983 году Бах дебютировала в кино с небольшой ролью в драме «Бойцовская рыбка». Всего на её счету более двадцати ролей в кино, на телевидении и в театре. Она является обладательницей немецкой премии «Отто» в знак признания её статуса одной из любимых актрис Германии. В 2000 году она впервые выступила в качестве продюсера, спродюсировав фильм «Касл-Рок», где также играла роль Либби. В последующие годы большую часть времени отдавала бизнесу, являясь президентом собственного продюсерского центра.

## Личная жизнь
- Муж (1989—2006) — актёр Дэвид Хассельхофф (род. 1952)
  - Дочь — Тейлор-Энн Дженис Хассельхофф (род. 5 мая 1990)
    - Внучка — Лондон Фиоре (род. в августе 2024)[4]

  - Дочь — Хейли Эмбер Хассельхофф[англ.] (род. 26 августа 1992)[5]

## Проблемы со здоровьем и смерть
В 2003 году Бах и Дэвид Хассельхофф попали в мотоциклетную аварию, в результате которой она получила переломы шеи и спины, и провела несколько месяцев в интенсивной терапии с раздробленными костями. Осложнения от полученных в аварии травм в дальнейшем привели к артриту и в последние годы жизни Бах испытывала сильные хронические боли.
5 марта 2025 года 61-летняя Бах была найдена мёртвой в своём доме на Голливудских холмах с огнестрельным ранением. Бюро судебно-медицинской экспертизы округа Лос-Анджелес признало её смерть самоубийством. По сообщениям, вероятной причиной самоубийства Бах могли стать проблемы со здоровьем и финансами.

## Фильмография
| Год       |    | Русское название                       | Оригинальное название                     | Роль                                        |
| --------- | -- | -------------------------------------- | ----------------------------------------- | ------------------------------------------- |
| 1983      | ф  | Бойцовая рыбка                         | Rumble Fish                               | эпизод                                      |
| 1984      | с  | Чистое золото                          | Solid Gold                                | эпизод                                      |
| 1985      | с  | Другой мир                             | Otherworld                                | женщина                                     |
| 1985      | с  | Неделя комедии Джорджа Бёрнса          | George Burns Comedy Week                  | девушка с сыром                             |
| 1985      | ф  | Встреча со страхом                     | Appointment with Fear                     | Саманта                                     |
| 1985      | с  | Ти Джей Хукер                          | T. J. Hooker                              | блондинка в паровой сауне                   |
| 1985      | с  | Рыцарь дорог                           | Knight Rider                              | Бетти                                       |
| 1986      | с  | Весёлая компания                       | Cheers                                    | Бонни                                       |
| 1986      | с  | Каскадёры                              | The Fall Guy                              | девушка на пляже №2                         |
| 1986      | с  | Пульсация                              | Throb                                     | девушка в автобусе                          |
| 1988      | с  | Сонни Спун                             | Sonny Spoon                               | Ванилла                                     |
| 1989      | с  | Супермальчик                           | Superboy                                  | Вероника                                    |
| 1989      | ф  | Требуется нагота                       | Nudity Required                           | Ди Ди                                       |
| 1989      | с  | Новые приключения Лесси                | The New Lassie                            | эпизод                                      |
| 1991—2000 | с  | Спасатели Малибу                       | Baywatch                                  | Кэй Морган; Карли; Сара Чапмен; Бри Ханфорд |
| 1994      | с  | Молодые и дерзкие                      | The Young and the Restless                | Мари Джо Мейсон №1                          |
| 1994—1995 | с  | Сирены                                 | Sirens                                    | доктор Эллен Баскин                         |
| 1997      | с  | Ночи Малибу                            | Baywatch Nights                           | Синди                                       |
| 1998      | с  | Вайпер                                 | Viper                                     | Джуди Энн Гибсон                            |
| 1998      | ф  | Маршрут 66                             | Route 66                                  | Элизабет                                    |
| 2000      | ф  | Касл-Рок                               | Castle Rock                               | Либби                                       |
| 2002      | ф  | Больше, чем щенячья любовь             | More than Puppy Love                      | Мари                                        |
| 2003      | тф | Пропавшие без вести                    | Missing                                   | ведущая                                     |
| 2015      | ф  | Особняк крови                          | Mansion of Blood                          | Пэм                                         |
|           | мс | Мир Воба                               | Wobworld                                  | кошка Мэджик                                |
|           | ф  | Ритм (Делайте шаги к тому, что любите) | Rhythm (Make Moves Towards What You Love) | модельер                                    |